# Siebenkampf-Länderkampf der Frauen 1987 Sowjetunion – BR Deutschland
| 10. Leichtathletik-Länderkampf mit bundesdeutscher Beteiligung 1987 | 10. Leichtathletik-Länderkampf mit bundesdeutscher Beteiligung 1987 |
| ------------------------------------------------------------------- | ------------------------------------------------------------------- |
|                                                                     |                                                                     |
| Siebenkampf-Vergleich der Frauen: Sowjetunion – BR Deutschland      |                                                                     |
| Austragungsort                                                      | Tallinn                                                             |
| Wettbewerbe                                                         | 1                                                                   |
| Datum                                                               | 16./17. Juli                                                        |
| 1. URS 2. FRG                                                       | 29.526 Punkte 25.616 Punkte                                         |
| Chronik                                                             |                                                                     |
| ← URS-FRG 10kampf (M)                                               | NLD-FRG-FRA-SUI Str'lauf (M) →                                      |

Den zehnten Vergleich des Länderkampfjahres 1987 bestritten die bundesdeutschen Siebenkämpferinnen parallel mit ihren männlichen Mehrkampfkollegen am 16./17. Juli ebenfalls gegen die Sowjetunion. Gastgeber war auch dabei die Stadt Tallinn in Estland. Es war das siebzehnte Aufeinandertreffen der sowjetischen und deutschen Frauen in einem Mehrkampf, zugleich das sechste in einem Siebenkampf, nachdem es zuvor elf Begegnungen als Fünfkampf gegeben hatte. Die Gesamtbilanz lautete zwölf zu vier für die Sowjetunion.

## Modus
Jedes Team trat mit sechs Athletinnen an, von denen die fünf Besten durch Addition ihrer Punktzahlen gewertet wurden.

## Ergebnis
Am Ende lagen alle sechs sowjetische Athletinnen in der Einzelwertung vor ihren bundesdeutschen Gegnerinnen. Somit endete der Länderkampf wie bei den Männern mit einer bundesdeutschen Niederlage. Mit 25.616 zu 29.526 Punkten fiel diese sehr deutlich aus.

## Legende
Kurze Übersicht zur Bedeutung der Symbolik – so üblicherweise auch in sonstigen Veröffentlichungen verwendet:
| DNF | nicht im Ziel (did not finish) |
| DNS | nicht am Start (did not start) |

## Resultat

### Siebenkampf
| Platz | Name                | Nation | Punkte | 100 m Hürden | Hoch- sprung | Kugel- stoßen | 200 m   | Weit- sprung | Speer- wurf | 800 m       |
| ----- | ------------------- | ------ | ------ | ------------ | ------------ | ------------- | ------- | ------------ | ----------- | ----------- |
| 01    | Swetlana Bystrowa   | URS    | 6189   | 14,12 s      | 1,71 m       | 14,90 m       | 24,62 s | 6,25 m       | 48,20 m     | 2:17,05 min |
| 02    | Remita Sablowskaite | URS    | 6173   | 13,80 s      | 1,71 m       | 14,22 m       | 24,95 s | 6,29 m       | 43,44 m     | 2:12,65 min |
| 03    | Irina Juhai         | URS    | 5867   | 13,73 s      | 1,80 m       | 12,97 m       | 25,42 s | 6,18 m       | 36,10 m     | 2:21,74 min |
| 04    | Wera Maloletnewa    | URS    | 5780   | 14,42 s      | 1,77 m       | 13,11 m       | 24,95 s | 5,82 m       | 36,74 m     | 2:14,97 min |
| 05    | Margarita Dunajewa  | URS    | 5517   | 14,91 s      | 1,65 m       | 13,23 m       | 27,05 s | 5,99 m       | 44,16 m     | 2:20,00 min |
| 06    | Tatjana Wilenskaja  | URS    | 5513   | 14,48 s      | 1,68 m       | 13,57 m       | 26,05 s | 6,01 m       | 39,82 m     | 2:29,76 min |
| 07    | Sabine Schwarz      | FRG    | 5287   | 14,49 s      | 1,68 m       | 12,53 m       | 26,34 s | 5,71 m       | 35,82 m     | 2:26,79 min |
| 08    | Dagmar Seel         | FRG    | 5281   | 14,61 s      | 1,77 m       | 11,91 m       | 25,96 s | 5,86 m       | 32,60 m     | 2:32,86 min |
| 09    | Daniela Kluß        | FRG    | 5273   | 14,75 s      | 1,59 m       | 12,48 m       | 26,64 s | 5,31 m       | 47,28 m     | 2:22,68 min |
| 10    | Mona Steigauf       | FRG    | 5134   | 14,16 s      | 1,71 m       | 09,94 m       | 25,67 s | 5,57 m       | 28,66 m     | 2:22,61 min |
| 11    | Kerstin Reinhardt   | FRG    | 4641   | 15,61 s      | 1,53 m       | 11,72 m       | 7,17 s  | 5,21 m       | 37,87 m     | 2:34,42 min |
| DNF   | Dagmar Federwisch a | FRG    |        | 15,09 s      | 1,74 m       | 12,00 m       | 27,00 s | DNS          |             |             |